# Gornji Križ
Gornji Križ este o localitate din comuna Žužemberk, Slovenia, cu o populație de 41 de locuitori.